# Evarcha eriki
Evarcha eriki là một loài nhện trong họ Salticidae.
Loài này thuộc chi Evarcha. Evarcha eriki được Jörg Wunderlich miêu tả năm 1987.